# Melvin Landerneau
Melvin Landerneau (* 28. September 1997 in Le Lamentin, Martinique) ist ein französischer Bahnradsportler, der auf die Kurzzeitdisziplinen  spezialisiert ist.

## Sportliche Laufbahn
2014 errang Melvin Landerneau bei den Junioren-Europameisterschaften  mit Benjamin Gil und Sébastien Vigier die Bronzemedaille im Teamsprint. Im Jahr darauf wurde er Junioren-Europameister im Sprint.
Beim Übergang von der Juniorenklasse zur Elite tat sich Landerneau zunächst schwer. So verliefen die nationalen Meisterschaften 2016 für ihn enttäuschend, und er wurde nicht für die folgenden Bahnweltmeisterschaften nominiert. Bei zwei Läufen des Bahnrad-Weltcups 2017/18 errang er jeweils Silber im Teamsprint. 2018 ging er bei den Weltmeisterschaften in Apeldoorn im Sprint an den Start und belegte Rang elf. Bei den Bahnradsport-Europameisterschaften der Junioren/U23 2018 wurde er mit Rayan Helal und Florian Grengbo U23-Europameister im Teamsprint, im Sprint holte er Silber. Bei den U23-Europameisterschaften im Jahr darauf errang er jeweils Silber im 1000-Meter-Zeitfahren und im Teamsprint (mit Rayan Helal und Sébastien Vigier). Bei den Europameisterschaften 2019 wurde er mit Quentin Lafargue, Sébastien Vigier und Grégory Baugé Dritter im Teamsprint.
2022 wurde Landerneau in München Europameister im 1000-Meter-Zeitfahren, bei den Weltmeisterschaften belegte er in dieser Disziplin Rang zwei hinter Jeffrey Hoogland.

## Erfolge
2014
- Junioren-Europameisterschaft – Teamsprint (mit Benjamin Gil und Sébastien Vigier)

2015
- Junioren-Europameister – Sprint

2018
- U23-Europameister – Teamsprint (mit  Rayan Helal und Florian Grengbo)
- U23-Europameisterschaft – Sprint

2019
- U23-Europameisterschaft – 1000-Meter-Zeitfahren, Teamsprint (mit Rayan Helal und Sébastien Vigier)
- Europameisterschaft – Teamsprint (mit Quentin Lafargue, Sébastien Vigier und Grégory Baugé)

2022
- Europameister – 1000-Meter-Zeitfahren
- Weltmeisterschaft – 1000-Meter-Zeitfahren

2023
- Europameisterschaft – Teamsprint (mit Timmy Gillion und Sébastien Vigier)
- Französischer Meister – 1000-Meter-Zeitfahren

2024
- Europameisterschaft – Zeitfahren